# O Macabeu
O Macabeu foi um periódico que circulou em Pernambuco, Brasil, entre junho e dezembro de 1849.
Era um jornal liberal muito doutrinário, redigido por Antonio Vicente do Nascimento Feitosa, e tinha como foco a convocação de uma constituinte, que fosse, porém, promovida pela Coroa brasileira e que reformasse alguns artigos da constituição.
Trazia como epígrafe, em Latim e Português, os versículos 4 e 5 do Cap. II do Eclesiastes.
Sua publicação se fazia duas vezes por semana, nas terças e sextas-feiras. Foram publicados apenas 47 números.

## Referência bibliográfica
- AUSTREGÉSILO, Antônio. Dr. Antônio Vicente do Nascimento Feitosa - Língua de Prata. Rio de Janeiro: Pongetti, 1951.